# José Bourgón López-Dóriga
José María Bourgon López-Dóriga (Santander, 20 de agosto de 1917 - Santander, 1 de marzo de 1985) fue un destacado militar español, primer director general del CESID (actual CNI).

## Biografía
José María Bourgon López-Dóriga nació en Santander en el seno de una familia de la burguesía de los negocios navales. Al inicio de la guerra civil española en Cantabria, fue arrestado y llevado a las bodegas del buque Alfonso Pérez atracado en la bahía de Santander, habilitado como prisión por las autoridades republicanas. Con apenas 19 años y después de 13 meses de cautiverio, sobrevivió milagrosamente tras recibir un disparo en la nuca con trayectoria desviada de salida por la sien derecha, durante el dramático episodio del asalto de los milicianos dirigidos por el comisario Manuel Neila (responsable de la sangrienta "checa" de la calle del Sol). Neila y sus sicarios ejecutaron ese día a más de un centenar y medio de presos del barco, como represalia por el bombardeo previo de la aviación del bando sublevado en la zona portuaria, que causó cerca de un centenar de bajas civiles en la barriada obrera próxima a las instalaciones portuarias. Durante la ejecución sumaria de presos del barco, perdieron la vida su padre Valentín Bourgon Bustamante, su hermano Antonio Bourgon López-Dóriga y su primo carnal Antonio Lopéz-Dóriga Gayé. Otro primo carnal, Felipe López Dóriga Gayé, salvo la vida cuando iba a ser ejecutado, al ser reconocido por uno de los asesinos como hijo de Miguel López-Dóriga López-Dóriga, un hombre querido por las gentes humildes de la ciudad, por su bonhomía y generosidad.
Tras curarse de sus graves heridas, José María Bourgon tomó parte en la guerra civil española como soldado voluntario de Infantería en la Columna Sagardía, promocionando posteriormente a los empleos de Alférez y Teniente provisionales de Artillería. Acabada la guerra y tras formarse en la Academia de Artillería de Segovia, en 1941 fue promovido a Teniente y destinado unos meses a la batería de Artillería de Costa de Cabo Mayor (Santander), dependiente de un Regimiento con base en Bilbao. Un año más tarde, ascendió a Capitán.
En 1944 se encontraba en Vitoria, mandando una batería del Regimiento de Artillería de Campaña Núm. 20. El 5 de mayo de 1945, contrajo matrimonio con la vitoriana María del Pilar de Izarra García, con la que tuvo 6 hijos, el segundo de ellos fallecido prematuramente con dos años.
Poco después ascendió al empleo de comandante, con sólo 28 años de edad y fue destinado al Grupo de Iluminación del Regimiento de Artillería de Costa del Estrecho, en Algeciras. A partir de 1948 realizó el curso de Estado Mayor en Madrid durante tres años. Obtuvo el número uno de su promoción, siendo apadrinado por el capitán general Agustín Muñoz Grandes en la ceremonia de entrega de despachos e imposición de la faja azul.
En 1952 cursó como alumno el Curso de Esquí y Escalada (Especialista en Tropas de Montaña) en la Escuela Militar de Montaña de Jaca (Huesca), obteniendo el primer puesto de la promoción. Al año siguiente ejerció de profesor de Táctica en dicho centro.
En 1953 realizó en Italia (Civitavecchia), el curso de Estados Mayores Conjuntos con militares de Estados Unidos, Alemania, Francia, Italia y otros del resto del mundo. Obtuvo, nuevamente, el primer puesto de la promoción. En 1957, antes de volver a España permaneció 8 meses destacado con las Tropas Alpinas Italianas, perfeccionando conocimientos y haciendo prácticas. De vuelta a España, fue destinado al Estado Mayor Central, en Madrid (Ministerio del Ejército). También fue profesor en la Escuela de Suboficiales de Villaverde (Madrid). En 1958 realizó el Curso de Paracaidismo en Alcantarilla (Murcia), siendo el primer artillero del ejército español en obtener dicha titulación. Pese a no haber estado nunca destinado en la Brigada Paracaidista, durante la mayor parte de su carrera, hasta en el empleo de coronel en el Sahara español, revalidó anualmente dicho título, efectuando los correspondientes saltos.
Ascendió en 1959 a teniente coronel y se le concedió una vacante de coronel (empleo inmediato superior) como jefe de Estado Mayor en la División de Montaña "Navarra", con cuartel general en Pamplona, puesto al que se incorporó en los primeros meses de 1960. Durante su estancia en Pamplona vivió la última operación del maquis en España, que tuvo lugar en las proximidades del pantano de Irabia (Navarra), zona del Irati.
En 1970 ascendió a Coronel y solicitó el mando de una unidad de nueva creación, el Regimiento Mixto de Artillería Núm. 95, El Aaiún (Sector del Sahara Español). En 1973, por petición expresa del gobernador general del Sahara, el general de división Fernando de Santiago y Díaz de Mendívil, ocupó el puesto de Jefe de Estado Mayor del Sector del Sahara. En 1975 recibieron la visita del Príncipe Juan Carlos en calidad de jefe accidental del Estado, por enfermedad de Franco. Poco después sería su responsabilidad organizar la estrategia contra la Marcha Verde marroquí y la evacuación española del territorio del Sahara, conocida como "Operación Golondrina".
Siendo ya General de Brigada,  fue destinado a Sevilla en condición de jefe de Artillería de la División Guzmán el Bueno (1976). En tal destino ya sería contactado por el Vicepte. del Gobierno (Tte. Gral. Gutiérrez Mellado) para hacerse cargo del Servicio de Inteligencia Militar español (SECED), que no aceptó. Al poco tiempo pasó a desempeñar este puesto en Burgos (6.ª Región Militar), siendo requerido de nuevo para encargarse de reorganizar y modernizar el servicio de inteligencia en el año 1977.
En este momento el Gobierno de Adolfo Suárez decidió unificar en un único y nuevo organismo, dependiente del Ministerio de Defensa, los dispersos servicios de inteligencia y contra-inteligencia del Estado y, el entonces vicepresidente primero del Gobierno, el general Gutiérrez Mellado, le encomendó la misión de organizar el nuevo Centro Superior de Información de la Defensa (CESID), del que fue el primer director general. Pronto alcanzó prestigio nacional e internacional tras una serie de exitosas operaciones, como el desenmascaramiento de varios agentes soviéticos o el descubrimiento de la primera trama golpista de Antonio Tejero, conocida como Operación Galaxia. También los primeros contactos a alto nivel con Israel, Estado con el que no se mantenían relaciones diplomáticas, así como la incorporación de mujeres al servicio. En este puesto fue promovido a general de División.
En 1979, a causa del conocimiento de la evolución de una enfermedad, solicitó el abandono del CESID y volver a un destino militar, aceptando el nombramiento como comandante general de Melilla, siendo el último con el doble cometido de gobernador militar y delegado del Gobierno. Recibió en 1980 la visita del presidente del Gobierno Adolfo Suárez y vivió, después, el intento de Golpe de Estado del 23 de febrero de 1981, año en el que pasó a la Reserva, retirándose a su Santander natal. Falleció el 1 de marzo de 1985 a causa de la enfermedad diagnosticada.
Entre otras condecoraciones, recibió la Cruz de Guerra, Cruz Roja, Gran Cruz de San Hermenegildo, Gran Cruz Blanca del Mérito Militar y la Orden de África.